# Pieve Albignola
Pieve Albignola là một đô thị ở tỉnh Pavia trong vùng Lombardia của Ý, có cự ly khoảng 45 km về phía tây nam của Milan và khoảng 20 km về phía tây nam của Pavia. Tại thời điểm ngày 31 tháng 12 năm 2004, đô thị này có dân số 925 người và diện tích là 17,7 km².
Đô thị Pieve Albignola có các frazione (subdivision) Cascinotto Mensa.
Pieve Albignola giáp các đô thị sau: Corana, Dorno, Sannazzaro de' Burgondi, Zinasco.